# SDSS J0946+1006

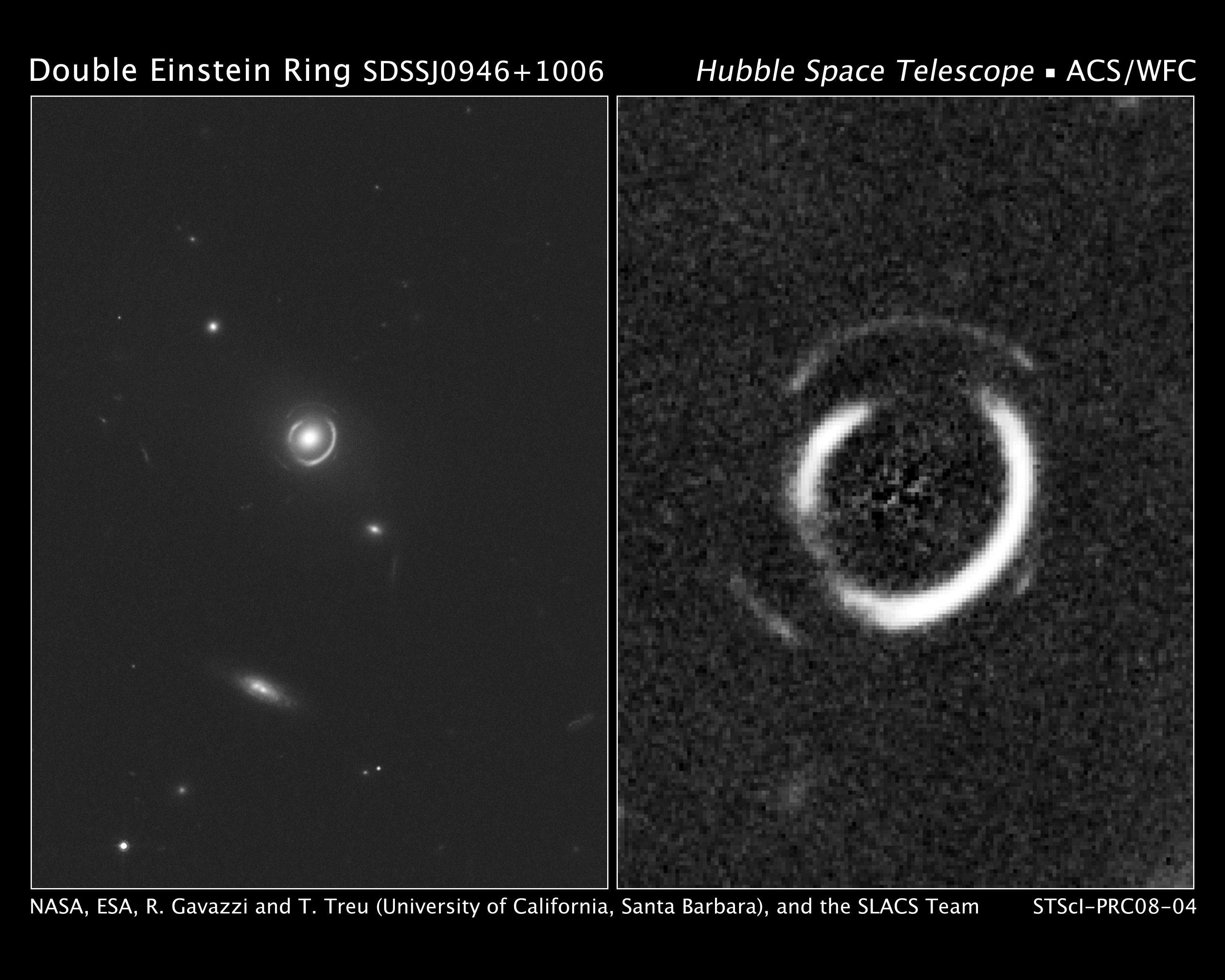
Lentille gravitationnelle SDSS J0946+1006

SDSS J0946+1006 est une lentille gravitationnelle peu commune composée de trois galaxies distantes respectivement de trois, six et onze milliards d'années-lumière de la Terre.